# Guvernul Ion Sturza
Guvernul Ion Sturza a fost un cabinet de miniștri care a guvernat Republica Moldova în perioada 12 martie - 21 decembrie 1999.

## Componența cabinetului
| Minister                                                                     | Nume               | Portret                                                                                                   | În funcție din | Până la           |  |
| ---------------------------------------------------------------------------- | ------------------ | --- | -------------- | ----------------- |  |
| Prim-ministru                                                                | Ion Sturza         | | 12 martie      | 21 decembrie 1999 |  |
| Viceprim-miniștri                                                            |                    | |                |                   |  |
| Prim-viceprim-ministru                                                       | Nicolae Andronic   | AndronicNicolae                                                                                           | 12 martie      | 21 decembrie 1999 |  |
| Viceprim-ministru pentru problemele politicii sociale și științei            | Oleg Stratulat     | | 12 martie      | 21 decembrie 1999 |  |
| Viceprim-ministru, Ministru al Economiei și Reformelor                       | Alexandr Muravschi | Alexandru Muravschi (decembrie 2015)                                                                      | 12 martie      | 21 decembrie 1999 |  |
| Miniștri                                                                     |                    | |                |                   |  |
| Ministru de Stat                                                             | Vladimir Filat     | Vlad Filat 2010-09-15                                                                                     | 12 martie      | 21 decembrie 1999 |  |
| Ministru al Afacerilor Externe                                               | Nicolae Tăbăcaru   | | 12 martie      | 21 decembrie 1999 |  |
| Ministru al Finanțelor                                                       | Anatol Arapu       | Anatol Arapu (2015-07-10) 01                                                                              | 12 martie      | 21 decembrie 1999 |  |
| Ministru al Agriculturii și Industriei Prelucrătoare                         | Valeriu Bulgari    | | 12 martie      | 21 decembrie 1999 |  |
| Ministru al Educației și Științei                                            | Anatol Gremalschi  | | 12 martie      | 21 decembrie 1999 |  |
| Ministru al Sănătății                                                        | Eugen Gladun       | | 12 martie      | 21 decembrie 1999 |  |
| Ministru al Muncii, Protecției Sociale și Familiei                           | Vladimir Gurițenco | | 12 martie      | 21 decembrie 1999 |  |
| Ministru al Culturii                                                         | Ghenadie Ciobanu   | Ghenadie Ciobanu (15524640856) (cropped)                                                                  | 12 martie      | 21 decembrie 1999 |  |
| Ministru al Justiției                                                        | Ion Păduraru       | | 12 martie      | 21 decembrie 1999 |  |
| Ministru al Afacerilor Interne                                               | Victor Catan       | VictorCatan8333                                                                                           | 12 martie      | 21 decembrie 1999 |  |
| Ministru al Apărării                                                         | Boris Gămurari     | Secretary Cohen escorts Minister of Defense Boris Gamurari, of the Republic of Moldova, into the Pentagon | 12 martie      | 21 decembrie 1999 |  |
| Ministru al Securității Naționale                                            | Valeriu Pasat      | Valeriu Pasat – Defense.gov News Photo 980129-D-9880W-008 (cropped)                                       | 12 martie      | 21 decembrie 1999 |  |
| Ministru al Transporturilor și Comunicațiilor                                | Victor Cheibaș     | | 12 martie      | 21 decembrie 1999 |  |
| Ministru al Industriei și Comerțului                                         | Alexandra Can      | | 12 martie      | 21 decembrie 1999 |  |
| Ministru al Dezvoltării Teritoriului, Construcțiilor și Gospodăriei Comunale | Mihai Severovan    | | 12 martie      | 21 decembrie 1999 |  |
| Ministru al Mediului                                                         | Arcadie Capcelea   | | 12 martie      | 21 decembrie 1999 |  |
| Membru ex-officio                                                            |                    | |                |                   |  |
| Guvernator (Bașcan) al UTA Găgăuzia                                          | Dumitru Croitor    | Croitor                                                                                                   | 12 martie      | 21 decembrie 1999 |  |
| Primar general al municipiului Chișinău                                      | Serafim Urechean   | Serafim Urechean (crop 12631652493)                                                                       | 12 martie      | 21 decembrie 1999 |  |

## Legături externe
- Decretul nr. 924 din 12 martie 1999 privind numirea Guvernului Arhivat în 5 decembrie 2022, la Wayback Machine.
- Programul de activitate al Guvernului Republicii Moldova pe anii 1999-2002
- Guvernul Sturza Arhivat în 24 iunie 2015, la Wayback Machine. @ interese.md

| Precedat(ă) de: Guvernul Ion Ciubuc (2) | Guvernul Ion Sturza 19 februarie - 12 noiembrie 1999 | Succedat(ă) de: Guvernul Dumitru Braghiș |